# Fenomén koktejlové party
Fenomén koktejlové party je psychologické označení selektivní pozornosti ve společnosti dalších osob. Popisuje dva příbuzné jevy: v prvé řadě člověk, zapojený do rozhovoru, hodnotí tuto diskuzi jako hlasitější ve srovnání s jinými okolními zvuky, než odpovídá její reálné hlasitosti. Za druhé jde o aktivaci pozornosti při zaslechnutí důležitého slova – například vlastního jména.

## Popis jevu
E. Colin Cherry v 50. letech 20. století zkoumal selektivní pozornost a její projevy. Především se zaměřil na studium dialogu v rušivém prostředí. Představte si, že jste na večírku a mluví k vám nějaký, pro vás nezajímavý, člověk. V tu chvíli zaslechnete od vedlejšího stolu rozhovor, který vás něčím zaujme. Z počátku se snažíte sledovat obě strany, ale po čase zjistíte, že to není možné. Jsme schopni vnímat pouze jeden z těchto rozhovorů a ze druhého nepochytíme téměř nic.
Při společenských akcích, kdy je pozornost člověka vystavena rušivému vlivu ostatních hovorů, mu připadá, že osoba, s kterou právě hovoří, mluví hlasitěji než ostatní. Při objektivním měření jsou však všechny hovory přibližně stejně hlasité. Soustředění pozornosti a zraková vodítka neverbální komunikace zapříčiní vyšší míru porozumění s kontaktovanou osobou. Při telefonickém hovoru rušeném dalšími zvuky je problém rozumět právě proto, že chybí neverbální vodítka. Pokud se někdo pokusí vyslechnout hovor lidí, s nimiž přímo nehovoří, rozumí hovoru podstatně hůř.
Na Cherryho výzkumy navázala Anna Treismanová, která v 60. letech zjistila, že osoby jsou schopny si vybavit útržkové zprávy i z druhé, pro ně nepodstatné, konverzace. Byli schopni rozpoznat, když se změnil mužský a ženský hlas, nebo nějaké náhlé přerušení konverzace. Sternberg přišel na to, že pokud rozhovory nebo sdělení byla stejná, zkoumané osoby to dokáží poznat, i když obě zprávy neproběhly v úplně stejném časovém sledu. Nielsen a Sarason zjistili, že lidé dokáží jasně zaregistrovat z nevnímaných rozhovorů sexuální pojmy, či vlastní jména.

## Metoda stínění (Shadowing)
Jedná se o dichotomický poslechový úkol. Ve stejnou chvíli byly jedincům pouštěny dvě odlišné nahrávky, simultánně každou do jednoho ucha. Jedincům byl dán úkol, aby přeříkali slovo od slova jednu z těchto dvou zpráv. To se podařilo, obzvlášť když byly zprávy v každém uchu jasně odlišné, jako například jedna namluvené ženským a druhá mužským hlasem. Díky selektivní pozornosti jsme schopni si vybrat jeden z několika podnětů kolem nás a zaměřit se na něj. S tím souvisí to, že ostatní podněty kolem nás nejsou vnímány a tudíž o nich ztrácíme přehled.
Podobnou metodu můžeme sledovat i u zraku, díky U. Niesserovi a R. Becklenové, kteří provedli zrakovou dichotomickou analogii. Jedincům byly pouštěny ve stejný okamžik dvě videonahrávky, kdy na první kazetě byli tři hráči basketbalu a na druhé dva lidi hrající tleskanou. Úkolem bylo také zaměřit se pouze na jednu z těchto dvou nahrávek. Výsledkem bylo, že ze dvaceti čtyř probandů, kteří byli zaměřeny na hráče basketbalu, pouze jeden registroval potřesení rukou hráčů tleskané. Z toho tedy můžeme opět usoudit, že díky selektivní pozornosti, jsme schopni se zaměřit pouze na jeden předmět zájmu. Jedním z testů, zkoumajících schopnost dělit pozornost, je Stroopův test.

## Praktické využití
Ve chvíli, kdy se tato skutečnost dostala do povědomí lidí, začali vědci zkoumat, jak by se jí dalo využít v životě. Vědci se domnívali, že pokud dokážou přijít na princip tohoto jevu, bude možné se vyhnout některým nehodám a nebezpečným situacím.